# عقيدة ديبن الثلاثة
عقيدة ديبن الثلاثة بالإنجليزية(Debin H.U) هو كتاب غربي أمريكي تم كتابتة من قبل رئيس الوزراء الأول للولايات المتحدة 'كروتف' في استقلال الولايات الأول عام 1788م, وبدور هذا الكتاب يحوى أكثر من 30 قانونً ثابتً بدورهمّ يثبتون البنية الرئيسية للوكالات الحكومية بالولايات المتحدة الأمريكية، ومن أهميات الذكرّ , أن تلك القوانين محفوظة بسرية تامة داخل مبنى كروتف هيرد بحراسة مشددة، والمسموح للعامة فقد هم 3 قوانين، نستعرضهم بالمحتوى التالى:
1: قانون التمسك
إن للولايات المتحدة الأمريكية الحق الأول في سلطة التمسك الأدمى، الولايات المتحدة هيا أمةً ساندة بقوانينها ومتمسكاتهاّ , وأن قانون التمسك يحمى الولايات المتحدة ضمن النطاق العالمى بالتمسكّ ومحور التمسكّ العام
2: التجنيس
إن للولايات المتحدة الأمريكية وحكومتها السلطة الاولية لفرض التجنيس الاجبارى أو التجنيس غير-الاجبارى على الأشخاص المتمسكين طرفياً بالولايات المتحدة وأرصدتها الحكومية أو وكالتها الحكومية، ولا يحق للطرف أن يصادر أو يناقش قانون التجنيس، وأن التجنيس هو أحقية على الولايات المتحدة كتجنيسكّ فرضاً , بسبب معاودتهاّ للعلماء أو تقديمها وتطويرها للعلمّ وتقديمة بشكل مباشر من خلال الوكالات الحكومية
3: الفرض الضريبي
إن للولايات المتحدة الأمريكية الحق الأول في فرض الضريبة المستغناه على أشخاص التزامن الإلزمانى.